# 日高町 (和歌山縣)
日高町（日语：／ Hidaka chō */?）是位於日本和歌山縣中部沿海的行政區劃。沿海區域為沈水海岸，適合作為港灣，東部則屬於日高平原，主要市區即位於東部的平原區域。當地特產為褐石斑魚，因此褐石斑料理成為本地的特色料理。

## 人口
1990年代後，日高町改善了町內的居住環境，並提供兒童福利政策吸引民，使得人口開始持續增加，在2015年的日本人口普查中，與2010年相比的人口成長率為全和歌山縣內最高的行政區劃。
| 日高町人口分布圖 |                                               |  |
| 日高町與日本全國年齡別人口分布比較圖 （2005年資料） | 日高町的年齡、男女別人口分布圖 （2005年資料） |  |
| ■紫色是日高町 ■綠色是全国 | ■藍色是男性 ■紅色是女性                       |  |
| 日高町人口變化 \| 1970年 \| 7,119人 \| \| \| 1975年 \| 7,023人 \| \| \| 1980年 \| 6,973人 \| \| \| 1985年 \| 6,975人 \| \| \| 1990年 \| 6,862人 \| \| \| 1995年 \| 6,926人 \| \| \| 2000年 \| 7,148人 \| \| \| 2005年 \| 7,344人 \| \| \| 2010年 \| 7,432人 \| \| \| 2015年 \| 7,641人 \| \| \| 2020年 \| 7,673人 \| \| |                                               |  |
| 資料來源：日本總務省統計中心提供之人口普查數據 |                                               |  |
| 1970年 | 7,119人                                       |  |
| 1975年 | 7,023人                                       |  |
| 1980年 | 6,973人                                       |  |
| 1985年 | 6,975人                                       |  |
| 1990年 | 6,862人                                       |  |
| 1995年 | 6,926人                                       |  |
| 2000年 | 7,148人                                       |  |
| 2005年 | 7,344人                                       |  |
| 2010年 | 7,432人                                       |  |
| 2015年 | 7,641人                                       |  |
| 2020年 | 7,673人                                       |  |

## 歷史
在令制國時代屬於紀伊國日高郡，江戶時代後成為紀州藩的領地，19世紀末明治維新實施廢藩置縣後改隸屬和歌山縣。
1889年日本實施町村制時，現在的日高町轄區在當時分屬比井崎村、志賀村、東內原村、西內原村共四個行政區劃，其中位於東側內陸區域的東內原村和西內原村先在1941年合併為內原村，接著在1950年代的昭和大合併期間，內原村再與比井崎村、志賀村合併為現在的日高町。
1960年代開始，關西電力曾計畫在此設立日高核能發電廠，一度獲得町長和町議會的支持，但由於町內漁民的反對導致計畫一直被擱置；直到1986年在蘇俄發生車諾比核事故後，周邊的行政區劃亦開始重視此議題並加入反對運動，1990年後的町長選舉，也持續由反對派的候選人當上町長，最終關西電力在2004年中止此核電廠的計畫。

### 變遷表
| 1889年4月1日 | 1889年 - 1912年 | 1912年 - 1944年           | 1945年 - 1954年            | 1955年 - 1989年            | 1989年 - 現在              | 現在                       |
| ------------ | --------------- | ------------------------- | -------------------------- | -------------------------- | -------------------------- | -------------------------- |
| 東內原村     | 東內原村        | 1941年8月1日 合併為內原村 | 1954年10月1日 合併為日高町 | 1954年10月1日 合併為日高町 | 1954年10月1日 合併為日高町 | 1954年10月1日 合併為日高町 |
| 西內原村     |                 | 1941年8月1日 合併為內原村 | 1954年10月1日 合併為日高町 | 1954年10月1日 合併為日高町 | 1954年10月1日 合併為日高町 | 1954年10月1日 合併為日高町 |
| 比井崎村     |                 |                           | 1954年10月1日 合併為日高町 | 1954年10月1日 合併為日高町 | 1954年10月1日 合併為日高町 | 1954年10月1日 合併為日高町 |
| 志賀村       |                 |                           | 1954年10月1日 合併為日高町 | 1954年10月1日 合併為日高町 | 1954年10月1日 合併為日高町 | 1954年10月1日 合併為日高町 |

## 行政

### 歷任町長
| 屆 | 姓名       | 上任日期       | 卸任日期       | 備註     |
| -- | ---------- | -------------- | -------------- | -------- |
| 1  | 白井勇     | 1954年10月30日 | 1958年10月29日 |          |
| 2  | 井上長次郎 | 1958年10月30日 | 1962年10月29日 |          |
| 3  | 井上長次郎 | 1962年10月30日 | 1966年10月29日 |          |
| 4  | 井上長次郎 | 1966年10月30日 | 1970年10月29日 |          |
| 5  | 一松春     | 1970年10月30日 | 1974年10月29日 |          |
| 6  | 一松春     | 1974年10月30日 | 1978年10月29日 |          |
| 7  | 一松春     | 1978年10月30日 | 1982年10月29日 |          |
| 8  | 一松春     | 1982年10月30日 | 1986年10月29日 |          |
| 9  | 一松春     | 1986年10月30日 | 1990年10月29日 |          |
| 10 | 志賀政憲   | 1990年10月30日 | 1994年10月29日 |          |
| 11 | 志賀政憲   | 1994年10月30日 | 1998年10月29日 |          |
| 12 | 志賀政憲   | 1998年10月30日 | 2002年10月29日 |          |
| 13 | 中善夫     | 2002年10月30日 | 2006年10月29日 |          |
| 14 | 中善夫     | 2006年10月30日 | 2010年10月29日 |          |
| 15 | 中善夫     | 2010年10月30日 | 2014年3月27日  | 任內過世 |
| 16 | 松本秀司   | 2014年5月11日  | 2018年5月10日  |          |
| 17 | 松本秀司   | 2018年5月11日  | 現任           |          |

## 交通

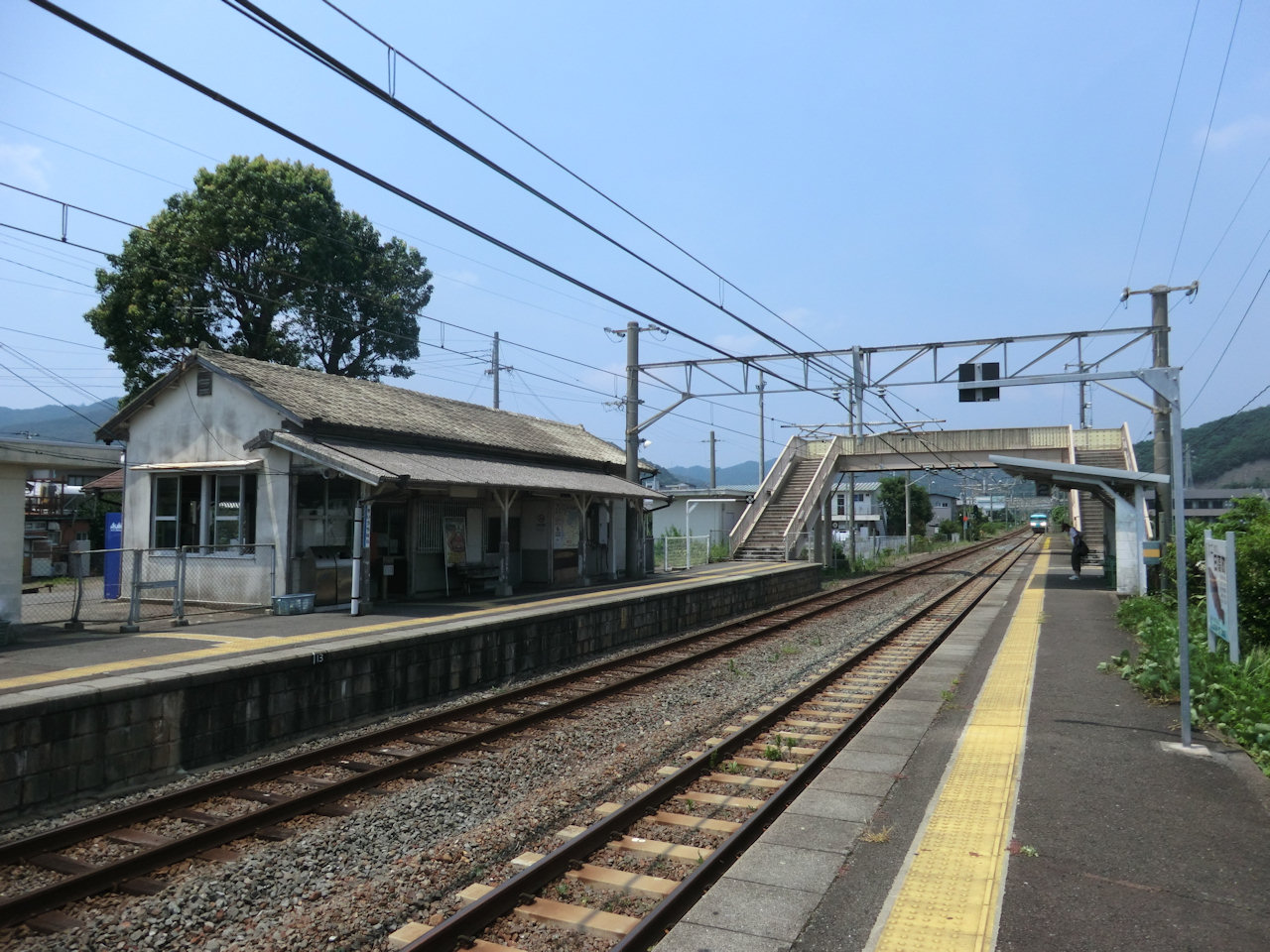
紀伊內原車站

日高町的主要交通幹線－鐵路西日本旅客鐵道紀勢本線和國道42號以南北向通過轄區東部的主要市區，鐵路也在此設有紀伊內原車站。

### 鐵路
- 西日本旅客鐵道
  - 紀勢本線：（←御坊市） - 紀伊內原車站 - （由良町→）

## 觀光資源

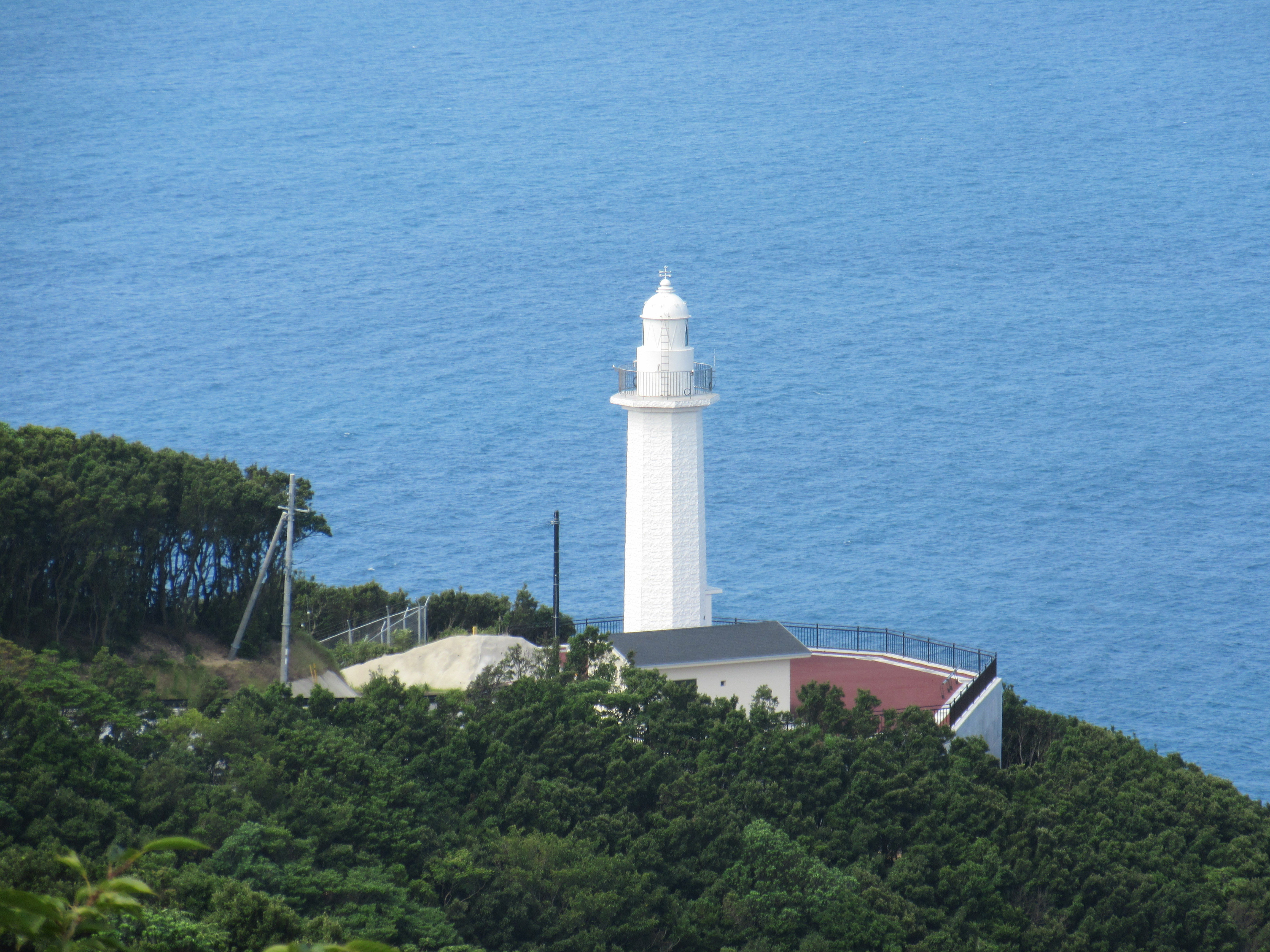
日之御埼燈塔

位於日高町西南端與美濱町交界處的日之御埼為紀伊半島最西端的海岬，為和歌山縣內觀看夕陽的著名景點。同時依據日本領海及相連水域相關法律，在日之御埼的紀伊日之御埼燈塔至西南方四國蒲生田岬上的蒲生田岬燈塔之間的連線，為瀨戶內海與日本外海的分界。

## 外部連結
- （日語） 和歌山縣日高町的X（前Twitter）